# Mein Freund, der Delfin 2
Mein Freund, der Delfin 2 (Originaltitel: Dolphin Tale 2) ist ein US-amerikanisches Filmdrama von Charles Martin Smith, der auch das Drehbuch schrieb. Er ist die Fortsetzung von Mein Freund, der Delfin aus dem Jahr 2011. In den Vereinigten Staaten kam der Film am 12. September 2014 in die Kinos; in Deutschland erst am 9. Oktober 2014.

## Handlung
Einige Jahre sind vergangen, seitdem der junge Sawyer Nelson und das Team des Clearwater Marine Aquarium, geleitet von Dr. Clay Haskett, Winter gerettet haben, den jungen Delfin, der seine Schwanzflosse verlor, nachdem er sich in einer Krabbenfalle verfing. Mit Hilfe von Dr. Cameron McCarthy, der speziell für Winter eine Schwanzflossenprothese entwarf, rettete das Team den Delfin, worauf Winter das Aquarium vor der Pleite rettete, da alsbald sämtliche Touristen die tapfere Delfinendame besuchen wollten. So konnte die CMA in ihr Projekt mit dem Motto „verletzte Tiere zu retten, zu rehabilitieren und, wenn möglich, wieder zu verwildern“ investieren.
Jedoch ist ihr Kämpfen noch nicht vorüber.
Winters Ziehmutter, der erwachsene Delfin Panama, verstirbt, was dazu führt, dass Winter den Kontakt zu jedem, sogar zu ihrem besten Freund Sawyer, abbricht. Der überraschende Tod Panamas hat jedoch weitere negative Auswirkung auf die CMA. Die USDA droht Clay damit, dass sie Winter aus dem Aquarium nehmen würden, da das Gesetz besagt, dass Delfine in Paaren gehalten werden müssen. Findet das Team keinen weiblichen Gefährten, so wird die CMA ihren geldbringenden Delfin Winter verlieren.

## Hintergrund
Das Drehbuch von Charles Martin Smith basiert größtenteils auf wahren Begebenheiten, die sich im Clearwater Marine Aquarium in Clearwater, Florida, zugetragen haben. Die Dreharbeiten zum Film fanden vor Ort vom 7. Oktober 2013 bis zum 11. Januar 2014 statt.
Der erste Trailer wurde am 13. Juni 2014 veröffentlicht.

## Rezeption
Mein Freund, der Delfin 2 erzielte bislang positive Kritiken. Auf dem Filmkritik-Aggregator Rotten Tomatoes wurde für den Film eine Wertung von 71 % ermittelt, auf Metacritic ergaben sich 58 von 100 Punkten.

„Ohne in die typischen Fallen eines bemühten Hollywood-Sequels zu treten, manövriert Charles Martin Smith seinen sympathischen Cast und die schnörkellose Geschichte wundervoll fotografiert durch ein klassisches Familienabenteuer, das Spaß macht und zu Herzen geht. Abzüge gibt es dafür in der B-Note: Den aufdringlichen Gastauftritt der Surferin Bethany Hamilton sowie die wenigen, dafür umso missrateneren CGI-Effekte stören das Gesamtbild vor allem deshalb, weil der Film auch ganz einfach ohne sie ausgekommen wäre. Schade!“